# Centrum Progresywnego Chrześcijaństwa
Centrum Progresywnego Chrześcijaństwa (The Center for Progressive Christianity) – organizacja skupiająca wspólnoty tradycji protestanckiej i katolickiej z całego świata, domagające się tzw. drugiej reformacji.